# 최철국
최철국(崔喆國, 1952년 12월 30일 김해 ~ ) 은 대한민국의 정치인이다. 제17·18대 국회의원이다.

## 이력
경남도지사 비서실장과 경남도 문화관광국장을 거쳐 2002년 지방선거에서 김해시장에 출마하기 위해 한나라당에 공천신청을 하였으나 좌절된 뒤 무소속 출마를 준비하다가, 노무현 새천년민주당 대통령 후보의 권유를 받고 고심 끝에 민주당 후보로 김해시장 선거에 출마하면서 정계에 입문했다. 비록 현역 시장인 한나라당 송은복 후보에게 패배했지만, 민주당 간판에도 불구하고 한나라당의 텃밭인 김해에서 42% 이상의 득표율을 기록해 주목을 받았다.
2년 후 17대 총선에서는 당시 한나라당의 사무총장을 지낸 김영일 의원의 지역구이자 노무현 대통령의 고향인 봉하마을이 속한 김해시 을 선거구에 열린우리당 소속으로 출마하였고, 58%라는 높은 득표율로 당선되어 열린우리당의 영남권 교두보를 마련하였다.
그리고 한나라당의 정권 교체 이후 18대 총선을 앞두고는 주위에서 한나라당에 입당하라는 권유가 있었지만, 최철국 본인은 이를 일축하고 대통합민주신당의 후신인 통합민주당에 잔류하였다. 이 후 18대 총선에서 2002년 김해시장 선거 당시 자신에게 패배를 안긴 한나라 송은복 후보에게 설욕하면서 재선 국회의원이 되었으며 사하구 을에서 당선된 조경태와 함께 통합민주당 소속으로 영남권에서 당선된 유이한 의원이 되었다.

## 학력
- 주촌국민학교 졸업
- 부산대신중학교 졸업
- 경남고등학교 졸업
- 서울대학교 법과대학 법학 학사
- 옥스퍼드 대학교 대학원 경제학 석사
- 더럼 대학교 대학원 정치학 석사
- 장로회신학대학교 대학원

## 불법정치자금 수수
최철국은 18대 총선에서 2008년 3∼4월 2회에 걸쳐 박연차 회장에게서 불법 정치자금 5000만원을 받은 혐의로 불구속 기소됐다. 1심에서 재판부는 "입후보한 선거구의 지역 기업인으로부터 불법정치자금을 받아 죄질이 나쁘다"며 벌금 700만원 및 추징금 5000만원을 선고를 받아 의원직 상실 판결이 나왔고 이후 항소심에서도 벌금 700만원에 추징금 5000만원을 선고받아, 또 다시 ‘의원직 상실’ 위기에 처했다. 이후 그는 대법원에 상고 하였으나 유죄 판결을 받아 의원직을 상실하였다.

## 역대 선거 결과
|  | 42.28% |

|  | 57.94% |

|  | 47.76% |

## 가족 관계
- 배우자 : 우미화
  - 딸: 최서윤
    - 사위: 엄주익

  - 아들 : 최서웅
    - 며느리 : 이미규

## 같이 보기
- 김해시 을
- 김해시의 국회의원